# توسعه وب فرانت‌اند

توسعه وب فرانت‌اِند (Front-end web development) روشی است برای تبدیل داده‌ها به یک رابط کاربر گرافیکی، از طریق استفاده از اچ‌تی‌ام‌ال، سی اس اس و جاوا اسکریپت، به طوری که کاربران بتوانند آن داده‌ها را مشاهده و تعامل کنند. چالش مرتبط با توسعه قسمت فرانت اند این است که ابزارها و تکنیک‌های استفاده شده برای ایجاد فرانت اند یک وب سایت به‌طور مداوم تغییر می‌کنند و بنابراین برنامه‌نویس باید به‌طور مداوم از نحوه توسعه این زمینه آگاه باشد. هدف از طراحی سایت این است که اطمینان حاصل شود وقتی کاربران سایت را باز می‌کنند، اطلاعات را در قالبی که خواندن آن آسان و مرتبط باشد می‌بینند. این مسئله با این واقعیت که کاربران اکنون از طیف وسیعی از دستگاه‌ها با اندازه صفحه نمایش و وضوح متفاوت استفاده می‌کنند، باعث می‌شود طراح مجبور شود هنگام طراحی سایت این جنبه‌ها را در نظر بگیرد. آنها باید اطمینان حاصل کنند که سایت آنها در مرورگرهای مختلف (مرورگر متقابل)، سیستم عامل‌های مختلف (کراس پلتفرم) و دستگاه‌های مختلف (کراس دستگاه) به درستی ظاهر می‌شود، که این امر نیاز به برنامه‌ریزی دقیق از طرف توسعه دهنده دارد.

## ابزاری که برای توسعه فرانت‌اند استفاده می‌شود
چندین ابزار و سیستم عامل مانند وردپرس، جوملا و دروپال در دسترس هستند که می‌توانند برای توسعه سمت فرانت‌اند وب‌سایت مورد استفاده قرار گیرند.

### اچ‌تی‌ام‌ال
اچ‌تی‌ام‌ال یا زبان نشانه‌گذاری ابرمتنی، ستون فقرات هر فرایند توسعه وب است و بدون آن یک صفحه وب وجود نخواهد داشت.

### سی‌اس‌اس
سی‌اس‌اس یا شیوه‌نامه آبشاری (نگارش سند)، جنبه ارائه سایت را کنترل می‌کند و به سایت شما اجازه می‌دهد ظاهر منحصر به فرد خود را داشته باشد.

### جاوا اسکریپت
جاوا اسکریپت یک زبان برنامه‌نویسی دستوری مبتنی بر رویداد است (برخلاف مدل برنامه‌نویسی اعلانی اچ‌تی‌ام‌ال) که برای تبدیل یک صفحه اچ‌تی‌ام‌ال ثابت به یک رابط پویا استفاده می‌شود. کد جاوا اسکریپت می‌تواند با استفاده از مدل شیءگرای سند (DOM)، ارائه شده توسط استاندارد اچ‌تی‌ام‌ال، یک صفحه وب را در پاسخ به رویدادها (مانند تایپ در اینپوت توسط کاربر) تغییر دهد.